# أناستازيا بيفوفاروفا
أناستازيا بيفوفاروفا (الروسية: Пивоварова, Анастасия Олеговна) مواليد 16 يونيو 1990 في كراي عبر البايكال، الاتحاد السوفيتي، هي لاعبة كرة مضرب روسية بدأت مسيرتها كمحترفة سنة 2007 تلعب باليد اليمنى وتحتل حالياً المرتبة رقم. 353 (20 يوليو 2015) في تصنيف رابطة محترفات كرة المضرب. أعلى تصنيف لها في الفردي كان المركز الـ 93 في سنة 2011.

## روابط خارجية
- أناستازيا بيفوفاروفا على موقع رابطة محترفات التنس (الإنجليزية)
- أناستازيا بيفوفاروفا على موقع الاتحاد الدولي لكرة المضرب (الإنجليزية)
- أناستازيا بيفوفاروفا على موقع خلاصة التنس.كوم (الإنجليزية)
- أناستازيا بيفوفاروفا على موقع إي إس بي إن.كوم (الإنجليزية)